# Mansa Kassa
Mansa Kassa, död 1360, var en afrikansk härskare. Han var Mansa, monark, i Maliriket mellan cirka 1359 och 1360.